# レナ・ホーン
レナ・ホーン（Lena Horne, 本名：Lena Mary Calhoun Horne, 1917年6月30日 - 2010年5月9日）は、アメリカ合衆国のジャズ歌手、俳優。Lena は英語では「リーナ」のように発音される。広範囲に、そして自主的にジャズ・アーティスト（アーティ・ショウ、テディ・ウィルソン、デューク・エリントン、チャーリー・バーネットら）と共演した。亡くなるまでニューヨークに在住、2000年以降は公の場に姿を現していなかった。19世紀の政治家ジョン・カルフーンを先祖に持つ。

## 概要
ブルックリンで生まれた。父エドウィンは彼女が3歳の時蒸発、母エドナはアフリカン・アメリカン・シアターの女優で、レナは母方の祖父母によって育てられた。1933年にコットン・クラブの舞台に立つ。その後ジャズ楽団との地方演奏旅行などで名前と顔が売れ、1938年にミュージカル映画『The Duke is Tops』で、美人ジャズ歌手としてデビュー。
その後MGMへ移り、1943年には舞台『Panama Hattie』で歌った曲『Stormy Weather』がヒットした。MGMでは数々の映画に出演するが、アフリカ系アメリカ人女性が主役を演じることが許されなかった時代背景から、限られた役しか与えられなかった。彼女の実父は白人とのハーフであったため、レナ自身は『アフリカ系アメリカ人にしては色が白い』と見なされ、役のために顔を黒くドーランで塗られることもあったという。実際、彼女は映画の宣伝文句にSepia（褐色）という言葉が付けられていたのだった。白人に従属しなくてはならないアフリカ系市民としての現状に彼女は憤りを感じ、カメラに笑顔を向けることは『人種差別をする白人社会へ迎合するようだ』として嫌うようになった。そのためについたニックネームが、アイス・ビューティー（Ice Beauty、氷のような美女）であった。1951年の映画『ショウ・ボート』では、主役のアフリカ系女性の役に内定していながら、アフリカ系女性と白人男性の恋愛映画を是認する時代でなかったために、役をエヴァ・ガードナーへ替えられてしまった。
レナは第二次世界大戦中の慰問活動の際、白人兵士がステージ前、その後ろに捕虜となったドイツ人兵士、有色人種兵士が最も後方という配置になっていることに憤って公演を拒否したことがあった。後には公民権運動に参加するほど政治意識が高く、エレノア・ルーズベルトとともに反リンチ法案可決のため運動した。1950年代に入ってからハリウッドを去り、ナイトクラブでの歌手活動に力を入れるようになる。ポール・ロブソンと共演するなど、その政治的姿勢が問題視されてブラックリストに載り、アメリカ国内での活動が困難となると、1947年に結婚した2度目の夫でユダヤ系アメリカ人のジャズ・アーティスト、レニー・ヘイトンとともにフランスへ渡って歌手活動を続けた。異人種間結婚として2人は世間からの圧力を受け続けるが、ヘイトンの1971年の死まで連れ添った。
その後、ブロードウェイ・ミュージカルで舞台に立つなどして、アメリカでの活動に徐々に復帰。1969年の映画『ガンファイターの最後』でクレア・クィンタナ役を、1978年のテレビ映画『ウィズ』でグリンダ役を演じて若いファンを獲得し、1994年のメトロ・ゴールドウィン・メイヤーの回顧録映画『ザッツ・エンターテインメントIII』で司会者の1人となった。1958年にはトニー賞の最優秀ミュージカル女優賞にノミネートされた。1970年代後半には、ブロードウェイでワン・ウーマン・ショーを成功させた。1981年、グラミー賞最優秀ポップス・パフォーマンス賞を獲得（アルバム『ライヴ・オン・ブロードウェイ:レディ・アンド・ハー・ミュージック』）。1989年、グラミー賞の功労賞を獲得。1995年、アルバム『リナ・ホーンの夜』でグラミー賞最優秀ジャズ・ヴォーカル・アルバム賞を受賞。

## フィルモグラフィ

### 映画
- Cab Calloway's Jitterbug Party (1935年、短編)
- デューク・イズ・トップス The Duke Is Tops (1938年)
- パナマ・ハッティ Panama Hattie (1942年)
- キャビン・イン・ザ・スカイ Cabin in the Sky (1943年)
- ストーミー・ウェザー Stormy Weather (1943年)
- 万雷の歓呼 Thousands Cheer (1943年)
- I Dood It (1943年)
- スウィング・フィーバー Swing Fever (1943年)
- ブギウギ・ドリーム Boogie-Woogie Dream (1944年、短編 (1941年撮影))
- ブロードウェイ・リズム Broadway Rhythm (1944年)
- 姉妹と水兵 Two Girls and a Sailor (1944年)
- Studio Visit (1946年) (短編 『キャビン・イン・ザ・スカイ』の未使用シーンが使われた)
- Till the Clouds Roll By Till the Clouds Roll By (1946年)
- ジーグフェルド・フォリーズ Ziegfeld Follies (1946年)
- ワーズ&ミュージック Words and Music (1948年)
- サム・オブ・ザ・ベスト Some of the Best (1949年、短編)
- Duchess of Idaho (1950年)
- ラスヴェガスで逢いましょう Meet Me in Las Vegas (1956年)
- The Heart of Show Business (1957年、短編)
- Now! (1965年、短編、声の出演)
- ガンファイターの最後 Death of a Gunfighter (1969年)
- ウィズ The Wiz (1978年)
- ザッツ・エンタテインメント PART3 That's Entertainment! III (1994年)
- Strange Frame (2012年、アーカイブ)

### テレビ
- What's My Line? (1953年9月27日、ミステリー・ゲスト)
- エド・サリヴァン・ショー The Ed Sullivan Show (1957年1月6日、本人)
- What's My Line? (1958年3月2日、ミステリー・ゲスト)
- ジュディ・ガーランド・ショー The Judy Garland Show (1963年10月13日、本人)
- ペリー・コモ・ショー The Perry Como Show (1965年3月5日、本人)
- セサミストリート Sesame Street (1973年11月19日、エピソード#5.1、本人)
- Sanford & Son (1973年1月12日、エピソード#2「A Visit from Lena Horne」、本人)
- マペット・ショー The Muppet Show (1976年、本人)
- セサミストリート Sesame Street (1976年3月15日、エピソード#7.76、本人)
- コスビー・ショー The Cosby Show (1985年5月9日、「Cliff's Birthday」、本人)
- A Different World (1993年7月、「A Rock, a River, a Lena」、本人)

## ディスコグラフィ

### アルバム
- Moanin' Low (1942年、RCA Victor)
- Classics in Blue (1947年、Black & White)
- Lena Horne Sings (1953年、Tops)
- 『イッツ・ラヴ』 - It's Love (1955年、RCA Victor)
- Lena Horne (1956年、Tops)
- Jamaica (1957年、RCA Victor) ※with リカルド・モンタルバン
- 『ストーミー・ウェザー』 - Stormy Weather (1957年、RCA Victor)
- 『ウォルドルフ・アストリアのリナ・ホーン』 - Lena Horne at the Waldorf Astoria (1957年、RCA Victor)
- Lena and Ivie (1957年、Jazztone) ※with アイヴィ・アンダーソン
- I Feel So Smoochie (1958年、Lion)
- 『ギヴ・ザ・レディ・ホワット・シー・ウォンツ』 - Give the Lady What She Wants (1958年、RCA Victor)
- 『ライク・サムワン・イン・ラヴ』 - Songs by Burke and Van Heusen (1959年、RCA Victor)
- 『ポーギーとベス』 - Porgy & Bess (1959年、RCA Victor) ※with ハリー・ベラフォンテ
- 『リナ・アット・ザ・サンズ』 - Lena Horne at the Sands (1961年、RCA Victor)
- L' inimitable Lena Horne (1962年、Explosive) ※with フィル・ムーア
- 『ラヴリー・アンド・アライヴ』 - Lena...Lovely and Alive (1962年、RCA Victor)
- 『レナ・オン・ザ・ブルース』 - Lena on the Blue Side (1962年、RCA Victor) ※旧邦題『リナ・オン・ザ・ブルー・サイド』
- Fabulous! (1962年、Baronet)
- Here's Lena Now! (1963年、20th Century Fox)
- Swinging Lena Horne (1963年、Coronet)
- Lena Horne Sings Your Requests (1963年、MGM)
- 『リナ・ライク・ラテン』 - Lena Like Latin (1963年、CRC Charter)
- Gloria Lynne & Lena Horne (1963年、Coronet)
- The Incomparable Lena Horne (1963年、Tops)
- Feelin' Good (1965年、United Artists)
- Merry from Lena (1966年、United Artists)
- Soul (1966年、United Artists)
- Lena in Hollywood (1966年、United Artists)
- The Horne of Plenty (1966年、World Record Club)
- Dinah Washington: A Memorial Tribute (1967年、Coronet) ※with レイ・チャールズ、サラ・ヴォーン
- My Name Is Lena (1967年、United Artists)
- 『リナ&ガボール』 - Lena & Gabor (1970年、Skye) ※with ガボール・ザボ
- Harry & Lena (1970年、RCA Victor) ※with ハリー・ベラフォンテ
- Nature's Baby (1971年、Buddah)
- 『ラヴ』 - Lena (1971年、Ember)
- 『シェルブールの雨傘』 - Lena & Michel (1975年、RCA Victor) ※with ミシェル・ルグラン
- 『バラードの夜』 - Lena: A New Album (1976年、RCA Victor)
- The Exciting Lena Horne (1977年、Springboard)
- Love from Lena (1979年、Koala)
- 『ライヴ・オン・ブロードウェイ:レディ・アンド・ハー・ミュージック』 - Lena Horne: The Lady and Her Music (1981年、Qwest)
- A Date with Lena Horne 1944 (1981年、Sunbeam)
- The One & Only (1982年、Polydor)
- Standing Room Only (1982年、Accord)
- 『私の愛した男達』 - The Men in My Life (1988年、Three Cherries)
- Lena (1990年、Prestige)
- 『ウィル・ビー・トゥギャザー・アゲイン』 - We'll Be Together Again (1994年、Blue Note)
- 『リナ・ホーンの夜』 - An Evening with Lena Horne (1995年、Blue Note)
- Cabin in the Sky (1996年、TCM)
- Wonderful Lena (1997年、Sovereign)
- Being Myself (1998年、Blue Note)
- The Complete Black and White Recordings (1999年、Simitar)
- The Classic Lena Horne (2001年、RCA)
- Stormy Weather (2002年、Bluebird)
- Seasons of a Life (2006年、Blue Note)

### 主なシングル
- "Stormy Weather" (1943年)
- "One for My Baby (and One More for the Road)" (1945年)
- "'Deed I Do" (1948年)
- "Love Me or Leave Me" (1955年)
- "Now!" (1963年)
- "Watch What Happens" (1970年) ※with ガボール・ザボ